# Benzopyrane
Le benzopyrane ou chromène (IUPAC) est un composé organique bicyclique résultant de la fusion d'un noyau benzénique et d'un noyau de pyrane. Il existe deux isomères du benzopyrane, selon la position de l'atome d'oxygène : le 1-benzopyrane (chromène) et le 2-benzopyrane (isochromène), la numérotation étant celle appliquée à un noyau de naphtalène.
La forme radicalaire du benzopyrane est paramagnétique. L'électron non-apparié est délocalisé sur la totalité de la molécule, le rendant moins réactif que prévu, comme dans le cas du radical cyclopentadiényle. De façon courante, le benzopyrane est rencontré sous forme réduite, dans laquelle il est partiellement saturé par un hydrogène, introduisant un groupe CH2 tétraédrique sur le noyau de pyrane.
Il existe de nombreux isomères structurels possible en fonction des positions possibles de l'atome d'oxygène et du carbone tétraédrique : 
| 2H-chromène (2H-1-benzopyrane) | 4H-chromène (4H-1-benzopyrane) |
| 5H-chromène                    | 7H-chromène                    |
| 8aH-chromène                   |                                |

| 1H-isochromène (1H-2-benzopyrane) | 3H-isochromène (3H-2-benzopyrane) |